# Тайло, Хантер
Ха́нтер Тайло́ (англ. Hunter Tylo), настоящее имя — Де́бора Джо Ха́нтер (англ. Deborah Jo Hunter; 3 июля 1962) — американская актриса, фотомодель и писательница. Лауреат премии «Telvis Awards» (2002) и двукратная номинантка на премию «Дайджест мыльных опер» (1995, 1999). Наиболее известна ролью Тейлор Хейс Форрестер в сериале Дерзкие и красивые (1990–2002, 2004–2014, 2018–2019).

## Личная жизнь
Хантер Тайло трижды была замужем, всего у неё  четверо детей.
- Первый супруг — Том Морхарт. Были женаты в 1980—1984 года. В этом браке актриса родила своего первенца, сына Кристофера Морхарта (22.01.80).
- Второй супруг — Майкл Тайло[англ.]. Были женаты в 1987—2005 года. В этом браке актриса родила троих детей — сына Майкла Тайло-младшего (24.04.88—18.10.07) и дочерей Изабеллу Габриэль Тайло (12.11.96) и Катю Ариэль Тайло (15.01.98).
- Третий супруг — Гирссон Арчила. Женаты с 29 ноября 2009 года. По решению суда, брак был аннулирован в 2018 году.